# 石原町站
石原町站（日语：／ Ishiharamachi eki */?）是位於福岡縣北九州市小倉南區大字新道寺，九州旅客鐵道（JR九州）的日田彥山線車站。車站編號為JI08。本站為JR特定都區市內制度中，屬於「北九州市內」的車站。
車站名稱取自位於西北方的地名「石原町」。此站可轉乘巴士前往北九州國定公園的平尾台。

## 車站構造

### 站房

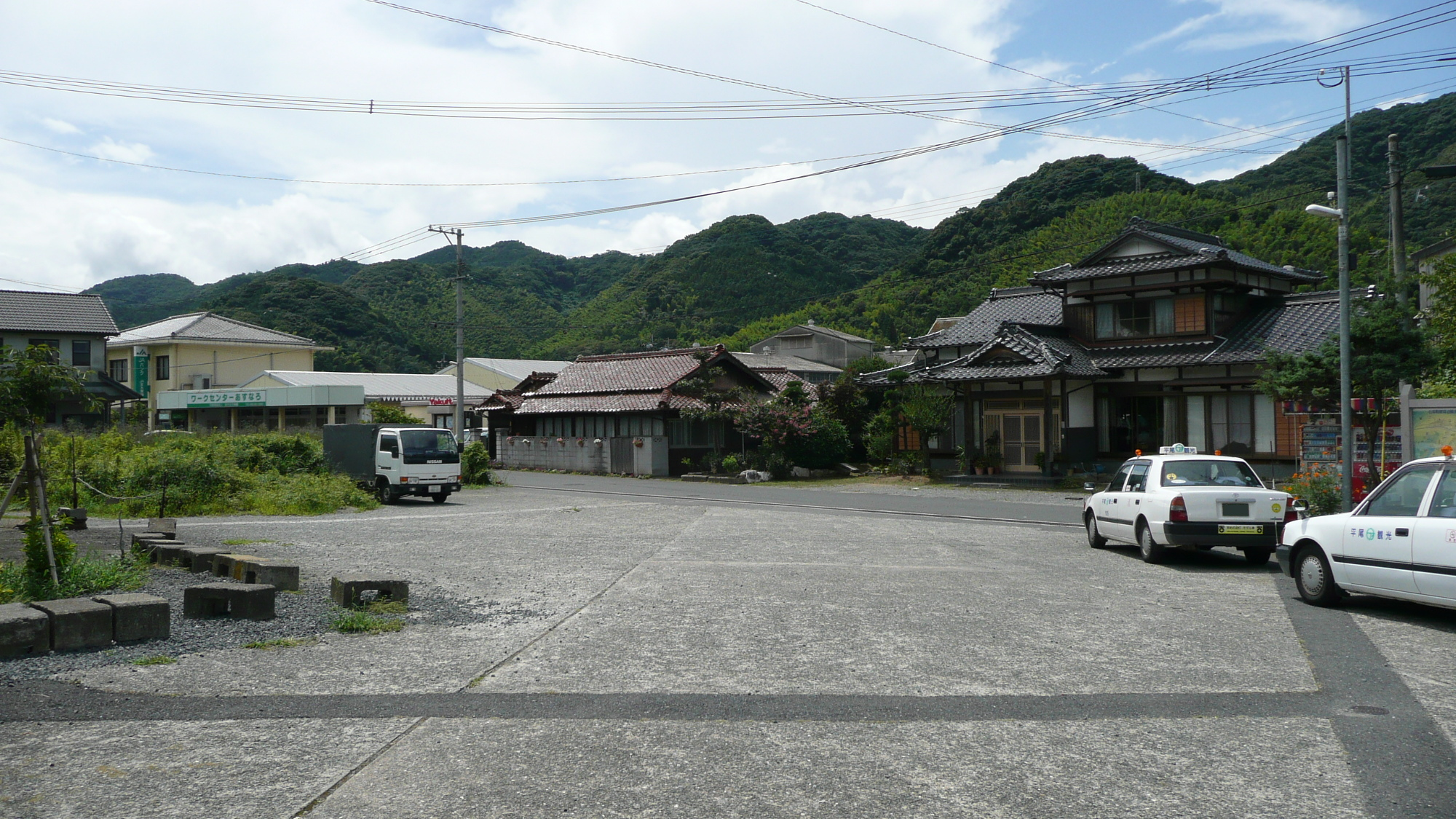
站前廣場

現時使用的站房在車站開業時（1915年）興建，現時仍在使用中，為單層木建成的站房。

### 月台配置
設有1面1線的單式月台和1面2線的島式月台，共有2面3線的月台。但是，下行的2號月台隨著沒有緩急接續的需要，現時已沒有使用，相關路軌的信號燈亦沒有再啟用。現時所有下行列車均會使用3號月台。
各月台之間設有站內平交道連接。另外在2017年2月尾，站內平交道的警報機進行更新，同時新設遮斷機，於2017年3月4日起開始使用。
| 月台 | 路線       | 上下行     | 方向                 |
| ---- | ---------- | ---------- | -------------------- |
| 1    | 日田彥山線 | 上行       | 經日豐本線往小倉方向 |
| 2    | （停用中） | （停用中） | （停用中）           |
| 3    | 日田彥山線 | 下行       | 田川後藤寺、添田方向 |

## 歷史
- 1915年4月1日：小倉鐵道（日语：小倉鉄道）石原町站啟用，其讀法為[4][2]。
- 1943年5月1日：小倉鐵道被國有化[5]。同時日文讀法改為[6]。
- 1960年4月1日：路線名稱重整，此站改為日田彥山線車站[6]。
- 1987年4月1日：隨國鐵分割民營化，車站由九州旅客鐵道（JR九州）和日本貨物鐵道（JR貨物）營運[7][8][9]。
- 1996年3月16日：取消所有此站的貨運列車班次[10]。

- 此站與呼野站之間設有分支點連接三菱物料東谷工場（現時：東谷礦山），該工場會運送石灰石前往黑崎站。

- 1999年3月31日：JR貨物車站（貨物起卸）廢止[1]。
- 2015年3月14日：改為無人車站[3]。
- 2017年3月4日：快速列車自本站起改為各站停車。

## 使用狀況
JR九州自2016年度起只公佈最多使用量的首300個車站，本站從未打入首300名的位置，但因為每日日均使用人數超過100人，所以可位列在排行榜後的附錄頁內，但卻沒有實際的使用人數數目。
| 乘車人次變化 | 乘車人次變化 | 乘車人次變化 |
| 年度         | 1日平均人次  | 出處         |
| ------------ | ------------ | ------------ |
| 2000         | 268          | [ 統計 1 ]   |
| 2001         | 255          | [ 統計 1 ]   |
| 2002         | 242          | [ 統計 1 ]   |
| 2003         | 234          | [ 統計 1 ]   |
| 2004         | 218          | [ 統計 1 ]   |
| 2005         | 212          | [ 統計 1 ]   |
| 2006         | 204          | [ 統計 1 ]   |
| 2007         | 208          | [ 統計 1 ]   |
| 2008         | 224          | [ 統計 1 ]   |
| 2009         | 212          | [ 統計 1 ]   |
| 2010         | 216          | [ 統計 1 ]   |
| 2011         | 210          | [ 統計 1 ]   |
| 2012         | 200          | [ 統計 1 ]   |
| 2013         | 196          | [ 統計 1 ]   |
| 2014         | 178          | [ 統計 1 ]   |
| 2015         | 190          | [ 統計 1 ]   |
| 2016         | 190          | [ 統計 1 ]   |
| 2017         | >100         | [ 統計 2 ]   |
| 2018         | >100         | [ 統計 3 ]   |
| 2019         | >100         | [ 統計 4 ]   |
| 2020         | >100         | [ 統計 5 ]   |
| 2021         | >100         | [ 統計 6 ]   |
| 2022         | >100         | [ 統計 7 ]   |
| 2023         | >100         | [ 統計 8 ]   |

## 相鄰車站
九州旅客鐵道（JR九州）
日田彥山線
■快速（上行1班，由本站起各站停車）
志井（JI07）←石原町（JI08）←香春（JI11）
■普通
志井（JI07）－石原町（JI08）－呼野（JI09）

### 統計數據
1. ↑  統計北九州（運輸・通信） JR乗降客人員
2. ↑   (PDF). 九州旅客鉄道.   [2019-03-10]. （原始内容 (PDF)存档于2019-07-06） （日语）.
3. ↑   (PDF). 九州旅客鉄道.   [2018-07-13]. （原始内容存档 (PDF)于2019-12-06） （日语）.
4. ↑  駅別乗車人員上位300駅（2019年度） （页面存档备份，存于），JR九州。
5. ↑  駅別乗車人員上位300駅（2020年度） （页面存档备份，存于），JR九州。
6. ↑  駅別乗車人員上位300駅（2021年度） （页面存档备份，存于），JR九州。
7. ↑  駅別乗車人員上位300駅（2022年度） （页面存档备份，存于），JR九州。
8. ↑   (PDF).   [2025-04-24]. （原始内容存档 (PDF)于2024-09-19）.

## 外部連結
- JR九州石原町站（日語）